# Вігстан
Вігстан (давн-англ. Wigstan, Wystan; ? — 1 червня 849) — король Мерсії у 840 році.

## Життєпис
Походив з роду Віглафа. Син Вігмунда, короля Мерсії, та Ельфледи з династії Ікелінгів. Про дату народження нічого невідомо. Замолоду виявляв схильність до релігійного життя.
У 840 році після смерті батька від дизентерії успадкував трон. Втім передав владу матері, а потім зовсім зрікся влади, ставши ченцем. Новим королем став родич Беортвульф.
Новий король не відчував себе досить впевненим, тому намагався схилити матір Вігстана одружитися зі своїм сином. Проте Вігстан виступив проти. Натомість Беортвульф зустрівся з Вігстаном, щоб обговорити цей шлюб. Під час розмови спалахнула суперечка, під час якої король ударив Вігстана кинджалом, а слуга добив його мечем. Місце смерті достеменно невідоме: називалося кілька місць.
З часом став вважатися за святого, якого зрештою було беатифіковано. За наказом короля Кнуда Великого рештки Вігстана перенесено до Евешемського абатства. Місто Рептон (сучасне графство Дербішир) стало місцем паломництва. У 1130 році Домініс Евешамський написав «Житіє Святого Вігстана».